# عصر اللامعقول
عصر اللامعقول، هي سلسلة من أربع روايات كتبها جريجوري كيز:
• مدفع نيوتن (1998) ، ردمك اكس-829-56865-1 •حساب الملائكة (1999)، ردمك 0-7394-0260-9
• إمبراطورية اللامعقول (2000) ،ردمك 0-345-40609-5
• ظلال الله (2001)، ISBN 0-345-43904-X
عنوانها يشير إلى مقالة توماس باين عصر العقل. تمتد القصة في أواخر القرن السابع عشر وأوائل القرن الثامن عشر، مع انتقال الحركة بين إنجلترا وفرنسا، والتي شملت فيما بعد روسيا والنمسا وجمهورية البندقية وأمريكا الشمالية. يستخدم المؤلف العلوم الزائفة (الكيمياء العلمية بدلاً من الفيزياء ) التي كانت شائعة في ذلك الوقت: استخدام التقارب والأثير، على سبيل المثال. تظهر بعض الشخصيات التاريخية في أدوار مهمة: إسحاق نيوتن، وفولتير، وبنجامين فرانكلين، وكوتون ماذر، والملك لويس الرابع عشر ملك فرنسا، والإمبراطور بيتر الأكبر لروسيا، والملك تشارلز الثاني عشر ملك السويد، وإدوارد تيتش، المعروف باسم القرصان بلاكبيرد.